# Perry Bamonte
Perry Archangelo Bamonte, nacido el 3 de septiembre de 1960 en Londres, Reino Unido, es un músico anglo-italiano conocido por su trabajo con The Cure.

## Vida y carrera musical
Perry Bamonte creció en Basildon, donde desde joven estuvo vinculado con la escena musical anterior al surgimiento de Depeche Mode.

Los primeros pasos de Perry Bamonte en la música pueden rastrearse en 1979, cuando tocando el bajo se unió -junto al baterista Paul Langwith- al hasta entonces dúo de guitarras The Plan, que formaban Robert Marlow y Vince Clarke -quien en el futuro integraría Depeche Mode, Yazoo y Erasure-. Con este ingreso, Marlow cambiaría su guitarra por un sintetizador.

Perry entró a formar parte de la banda en 1990, en sustitución de Roger O'Donnell como teclista. Más tarde, tras la salida de Porl Thompson en 1993, asumió el rol de guitarrista solista a dúo con el cantante, Robert Smith. Perry colaboró en los álbumes Wish, Wild Mood Swings, Bloodflowers y The Cure. Se le ha atribuido la composición de la música de «Trust» para Wish, «This is a lie» para Wild Mood Swings y la de «Anniversary» para el álbum homónimo de la banda, The Cure. Perry también aparece en los álbumes en directo Paris y Show así como en Trilogy. Su hermano menor, Daryl Bamonte, también ha colaborado con la banda y con Depeche Mode como mánager de gira de ambas formaciones.
En 2005, tanto Perry como su hermano Daryl fueron expulsados de la banda junto con Roger O'Donell para ser rápidamente sustituidos por Porl Thompson, que volvía a la formación. En su primera entrevista tras su salida, Perry afirmó que no sabía cuál era el motivo de su exclusión. También afirmó que no quería profundizar en el asunto y que estaba listo para seguir adelante con su carrera lejos de The Cure.
En septiembre de 2012, entró como bajista en la gira del grupo Love Amongst Ruin, supergrupo fundado por el exbaterista de Placebo, Steve Hewitt y banda en la que actualmente es parte oficial junto al citado Hewitt y al guitarrista, Donald Ross Skinner. Con esta formación ha editado hasta el momento la versión acústica del álbum Lose Your Way por el sello Ancient B Records en 2016.
En 2022, Perry regresaría a The Cure para la gira ‘Shows Of A Lost World’ por Europa y en 2023 en América y Sudamérica.

## Discografía

### Con The Cure

#### Álbumes de estudio
- Wish (1992)
- Wild Mood Swings (1996)
- Bloodflowers (2000)
- The Cure (2004)

#### Álbumes en vivo
- Paris (1993)
- Show (1993)
- Trilogy (2003), DVD
- Songs Of A Live World (2024)

#### Recopilatorios
- Galore (1997)
- Greatest Hits (2001)

### Con Love Amongst Ruin

#### Álbumes de estudio
- Lose Your Way Acoustic (2016)

## Curiosidades
- Perry es zurdo, característica que lo distingue de Robert Smith, Simon Gallup, y Porl Thompson, todos ellos diestros, en una fotografía en la carátula de Show, donde aparecen los cuatro empuñando una guitarra o un bajo durante una actuación en directo.